# Dimebag Darrell
Dimebag Darrell (właśc. Darrell Lance Abbott; ur. 20 sierpnia 1966 w Ennis, zm. 8 grudnia 2004 w Columbus) – amerykański muzyk i gitarzysta. Znany z występów w zespołach Pantera i Damageplan. Brat Vinniego Paula.

## Życiorys

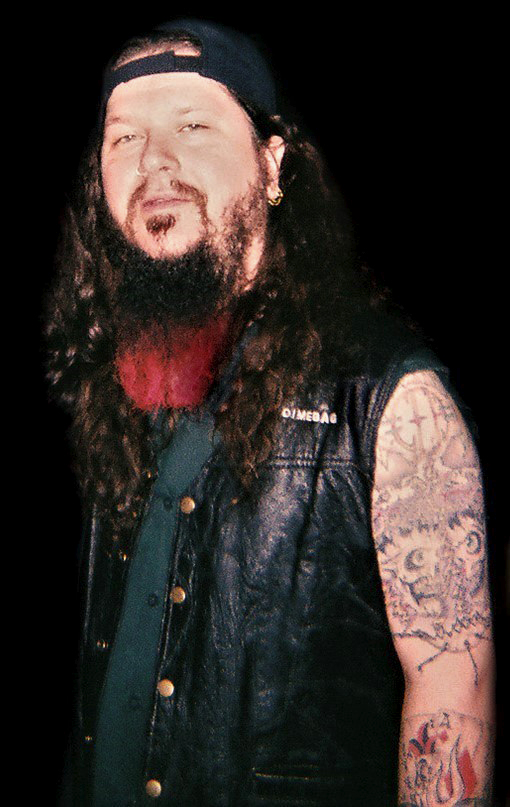
Dimebag Darrell (2004)

Naukę gry rozpoczął w wieku trzynastu lat, grając na gitarze Hondo Les Paul, którą dostał od ojca. Dzięki ojcu, który był znanym producentem muzyki country, Dimebag robił szybkie postępy i już po roku nauki wygrywał wszystkie konkursy. Sławę zdobył, występując w zespole Pantera w latach 1983–2002. Po rozpadzie Pantery w 2003 grał w zespole Damageplan, którego pierwsza (i jedyna) płyta, New Found Power ukazała się 10 lutego 2004. Wraz z Davidem Allanem Coe grał także w projekcie pobocznym, Rebel Meets Rebel, którego płyta o tym samym tytule ukazała się w 2006. Był zaliczany do czołówki gitarzystów rockowych świata.
Zginął 8 grudnia 2004 roku, zastrzelony (wraz z trzema innymi uczestnikami koncertu) przez zamachowca-psychopatę – Nathana Gale’a, w trakcie koncertu Damageplan w Columbus. Mordercę zastrzelił na scenie policjant, James Niggemeyer. Pozostałymi ofiarami byli: Jeff „Mayhem” Thompson (ochroniarz), Erin Halk (pracownik klubu; pomagał zespołowi przy rozładowaniu sprzętu), Nathan Bray (23-letni fan zespołu, który próbował resuscytować Thompsona i Darrella). Ranni zostali także John „Kat” Brooks i Chris Paluska.
Przed śmiercią muzyk sygnował gitary firmy Dean własnym pseudonimem. Jeden z pierwszych modeli nowej linii Razorback, na życzenie Dime’a wyprodukowany został specjalnie dla Zakka Wylde. Zakk Wylde dedykuje mu na koncertach utwór „In This River”, ale jak sam powiedział nie został skomponowany dla niego. Także w hołdzie tragicznie zmarłemu muzykowi, kanadyjski zespół post grunge’owy Nickelback nagrał w 2005 utwór „Side of a Bullet”, w którym zostało wykorzystane solo gitarowe Darella. W 2008, podczas Ozzfest Scott Ian (Anthrax), Jerry Cantrell, Mike Inez (Alice in Chains), Pearl Aday oraz Lars Ulrich (Metallica) wykonali wspólnie utwór Wish You Were Here jako hołd złożony pamięci Darrella.
Do 1992 Dimebag Darrell był znany pod pseudonimem Diamond Darrell. We wkładkach płyt Pantery – do Vulgar Display of Power włącznie – pod zdjęciem Dime’a jest podpis Diamond.
W 2004 muzyk został sklasyfikowany na 7. miejscu listy „100 najlepszych gitarzystów heavymetalowych wszech czasów” według magazynu „Guitar World”.
W styczniu 2015, na 10. rocznicę śmierci Darrella, magazyn „Guitar World” opublikował nigdy do tej pory niewydaną piosenkę Dimebaga, „Whiskey Road”, którą napisał w czasie nagrywania płyty Reinventing the Steel.
Jak przyznał Max Cavalera w 2015, album Dark Ages Soulfly z 2005 dotyczy śmierci Dimebaga Darrella.

## Filmografia
| Tytuł                 | Rok  | Uwagi                                         | Źródło |
| --------------------- | ---- | --------------------------------------------- | ------ |
| „Hard Rock Treasures” | 2005 | film dokumentalny, reżyseria: Martin Melhuish | [ 6 ]  |

## Nagrody i wyróżnienia
| Rok  | Kategoria      | Tytułem         | Nagroda                         | Nota | Źródło |
| ---- | -------------- | --------------- | ------------------------------- | ---- | ------ |
| 2004 | Best Guitarist | Dimebag Darrell | Metal Hammer Golden Gods Awards | Laur | [ 7 ]  |